# Karol Beyer

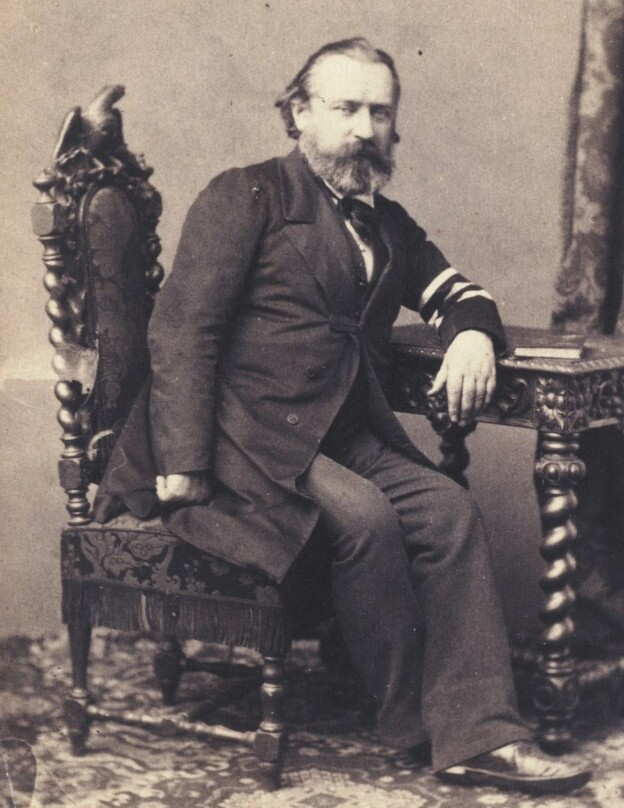
Karol Beyer, Selbstporträt mit der Armbinde der Städtischen Delegation, 1861

Karol Adolf Beyer (* 10. Februar 1818 in Warschau; † 8. November 1877 daselbst) war ein polnischer Fotograf deutscher Abstammung. Er gilt als erster Berufsfotograf Warschaus und als ein Wegbereiter der polnischen Fotografie. Beyer engagierte sich politisch und war auch als Numismatiker tätig.

## Leben
Der deutschstämmige Karol Beyer wurde in Warschau geboren. Sein Vater war der aus dem Königreich Preussen eingewanderte Wilhelm Beyer (1778–1819), seine Mutter war Henryka Beyer, geb. Minter (1782–1855). Wilhelm Beyer war nach der dritten Teilung Polens nach Warschau gekommen und arbeitete in der Hauptverwaltung der Lottogesellschaft des Königreichs Polen und verstarb früh. Henriette Minter war eine Malerin und durch ihren älteren Bruder Wilhelm Heinrich Minter nach Warschau gekommen.
Karol Beyer besuchte Grundschule und Lizeum im Warschauer Stadtteil Leszno. Ein geplantes, von der protestantischen Gemeinde Warschaus zu finanzierendes Studium in Berlin konnte nicht verwirklicht werden, da Auslandsstudien nach dem gescheiterten Novemberaufstand ab 1831 nicht mehr erlaubt waren. Deshalb begann Beyer 1833 eine Ausbildung in einer metallverarbeitenden Fabrik seines Onkels Karol Frederyk Minter in der Warschauer Ulica Świętokrzyska.

### Fotografie
Im Jahr 1839 wurden von Andrzej Radwański (1800–1862) erstmals in Warschau zwei Daguerreotypien auf einer Ausstellung gezeigt. Die Innovation faszinierte Beyer, der sich fortan damit beschäftigte. 1844 kündigte er seine Stellung in der Fabrik des Onkels, um einige Monate in Paris zu leben und dort seine Kenntnisse in der Daguerreotypie zu vertiefen. 1845 eröffnete er das erste, dauerhaft bestehende Atelier für Daguerreotypie in Warschau. Die bedeutendste Aufnahme Beyers als Daguerrotypist gelang ihm am 28. Juli 1851, als er eine Sonnenfinsternis durch das Teleskop des Warschauer Observatoriums fotografieren konnte.

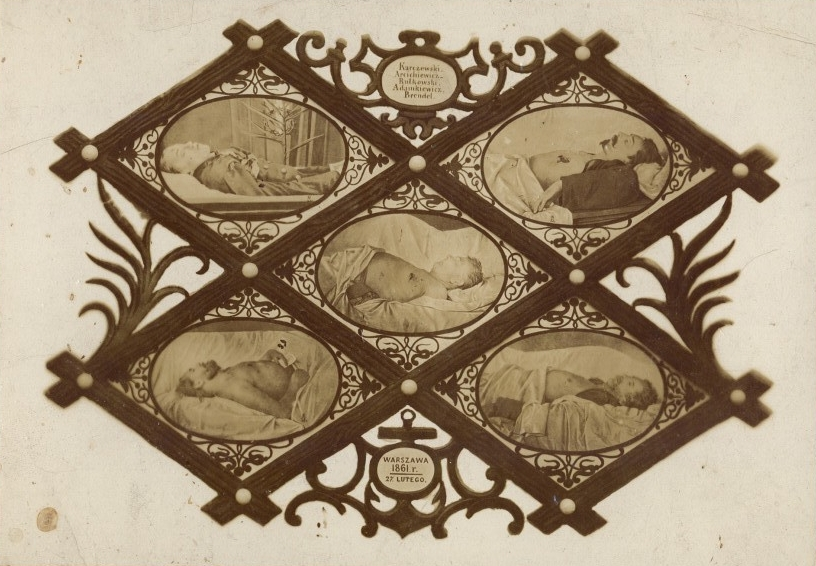
Beyers Aufnahmen der am 25. Februar 1861 getöteten Demonstranten

Nachdem Beyer auf einer Londoner Ausstellung das moderne Negativ-Positiv-Verfahren kennengelernt hatte, richtete er seine Geschäftstätigkeit auf diese Herstellungsmethode aus und führte fortan ein Fotoatelier. Neben der Herstellung lukrativer Porträtaufnahmen fotografierte er Warschauer Gebäude wie auch Landschaften und Architektur auf Reisen ins Umland. Viele seiner Fotografien wurden in Zeitungen veröffentlicht und besprochen. Die geplante Herausgabe eines Albums zu Warschauer Bauten konnte er wegen der hohen Kosten nicht realisieren. Von Beyer stammt auch ein Zyklus von Fotografien, der die Ereignisse der Januaraufstandes 1861 bis 1863 dokumentiert. Besondere Bedeutung kommt dabei den Aufnahmen der fünf erschossenen Demonstranten von 1861 zu. Diese Aufnahmen, die den Todeszustand mit offenen Wunden wiedergeben, gelten als erste Fotos ihrer Art in Europa. Sie wurden in Folge vielfach von der nationalen Widerstandsbewegung der Polen verwendet.
Eine besondere Leistung Beyers war die 1857 erfolgte Panoramaaufnahme der Stadt Warschau aus 58 Meter Höhe von der Kuppel der Dreifaltigkeitskirche aus: Unter großem technischen Aufwand entstanden 12 je 20 × 24 cm große Aufnahmen.
Ab Mitte der 1860er Jahre öffneten viele neue Fotoateliers in Warschau. Die zunehmende Konkurrenz führte zu einem starken Preisverfall und der sehr qualitätbewusste Beyer konnte nicht mehr profitabel produzieren. 1872 verkaufte er sein Atelier an Julian Kostka und Ludwik Mulert, die eine Zeitlang in ihrer Firmierung den vormaligen Besitzer benannten.

### Weitere Tätigkeiten
Beyer beteiligte sich aktiv nicht nur am kulturellen und wissenschaftlichen, sondern auch am politischen Leben Warschaus. So war er 1861 einer von 14 Mitgliedern des kurzzeitigen Warschauer Selbstverwaltungsorgans Delegacja Miejska. Im Oktober 1861 wurde er verhaftet. Fotos, die bei einer Durchsuchung seines Ateliers gefunden worden waren, wurden als Beweis für seine Beteiligung an der Vorbereitung eines Aufstandes vorgelegt. Er wurde bis zum Mai 1862 auf der Festung Modlin gefangen gehalten.
Nach dem Verkauf seines Fotoateliers betätigte sich Beyer im Handel mit antiken und mittelalterlichen Fundmünzen, die er paketweise an ausländische, meist wohl deutsche Händler versandte.
1863 wurde im Auftrag Beyers begonnen, ein prächtiges Mietshaus an der Krakowskie Przedmieśce Ecke Ulica Królewska zu errichten. Das im Zweiten Weltkrieg zerstörte und nicht wiederaufgebaute Gebäude besaß fünf Geschosse, eine Gloriette und war mit elf Statuen (Allegorien von Kunst und Technik) sowie 16 Flachreliefs polnischer Persönlichkeiten geschmückt. Es wurde als "Beyer-Haus" (poln.: Kamienica Beyera) bezeichnet.
Karol Beyer starb am 8. November 1877. Die Todesanzeige im Kurier Warszawski vom 9. November bezeichnete ihn als Autorität auf den Gebieten der Fotografie, der Archäologie und der Numismatik. Die Beerdigung fand am 10. November statt, die Beisetzung erfolgte auf dem evangelischen Friedhof in Warschau. Eine Woche nach der Beerdigung veröffentlichte die Wochenzeitung Tygodnik Illustrowany einen Nachruf von Franciszek Sobieszczański. Zensoren bestanden darauf, den Artikel nicht auf der Titelseite, sondern im Innenteil der Zeitung zu drucken.

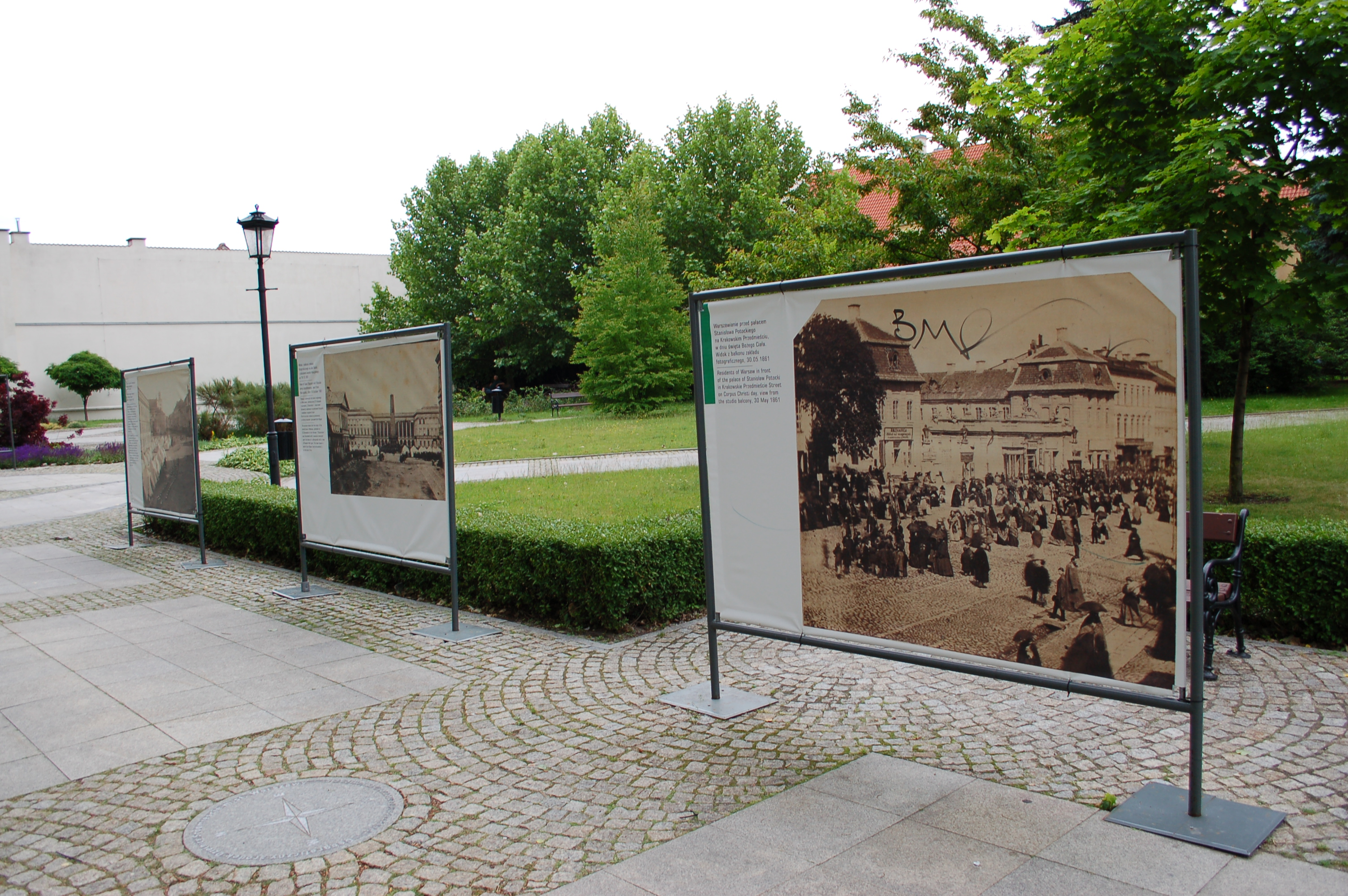
Freiausstellung von Beyer-Aufnahmen im Sommer 2012 in Warschau

### Heute
Karol Beyer wird heute als ein bedeutender Warschauer angesehen. Seine fotografischen Arbeiten waren nicht nur seinerzeit Mittel politischer Agitation, sondern stellen heute eine wichtige Quelle historischer Forschung dar. Vielfach wird er als Pionier der polnischen Fotografie genannt.
Seine Arbeiten sind in der Sammlung des Museums von Warschau mit Daguerreotypen, Fotografien (Porträtaufnahmen, Stadtansichten) und Porzellanbildern repräsentiert.
Im Sommer 2012 widmete ein Warschauer Geschichtsinstitut (Dom Spotkań z Historią) Beyer eine Open-Air-Ausstellung, bei der Fotos auf dem Skwer ks. Jana Twardowskiego in Warschau gezeigt wurden.